# Viola nassauvioides
Viola nassauvioides là một loài thực vật có hoa trong họ Hoa tím. Loài này được Phil. miêu tả khoa học đầu tiên.